# 台北當代藝術館
台北當代藝術館（英語：The Museum of Contemporary Art, Taipei; MoCA Taipei），是台灣首座以「當代藝術」定位的美術館，位於臺北市的當代藝術館，成立於2001年5月26日。

## 簡介

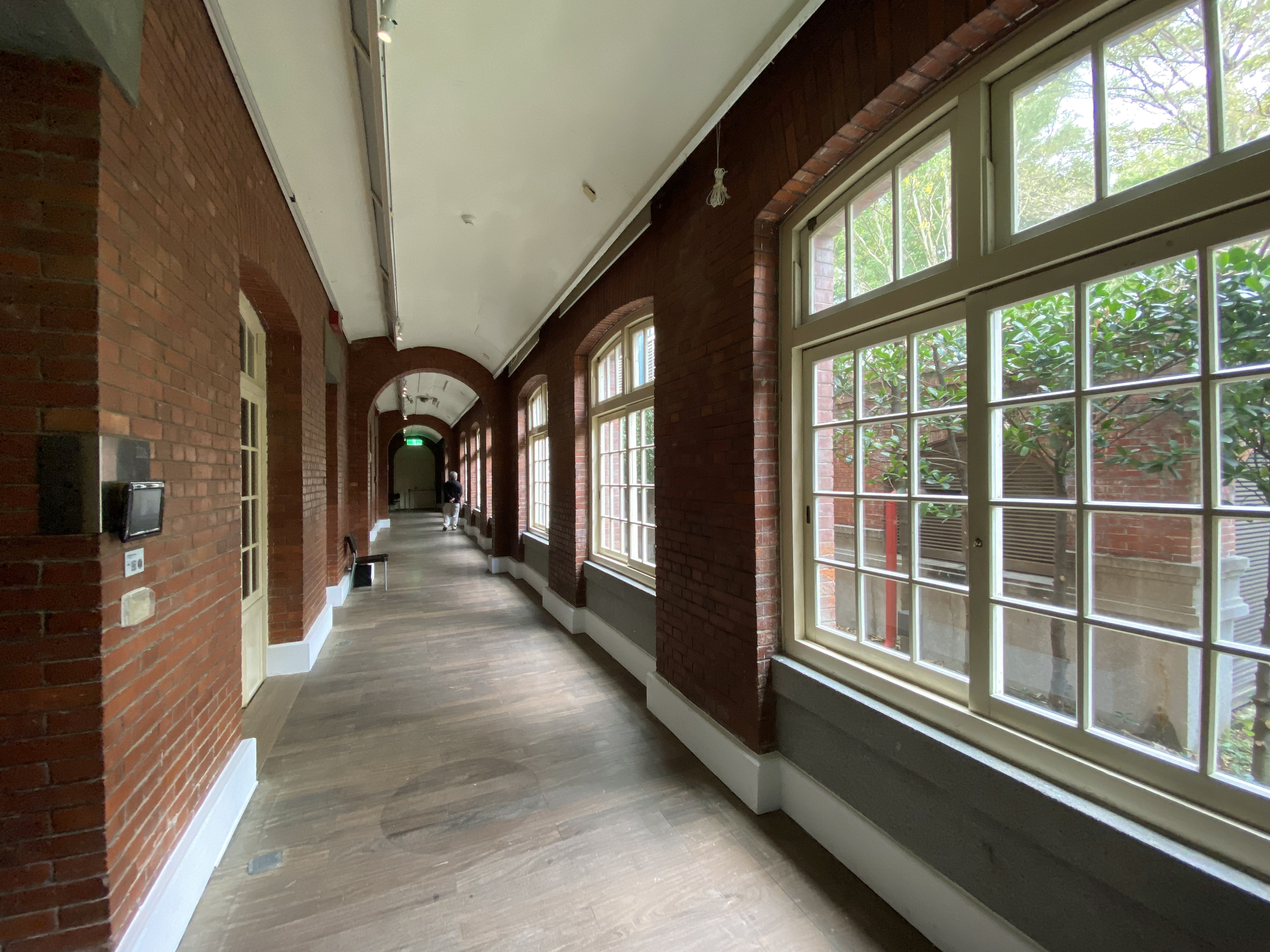
1樓走廊

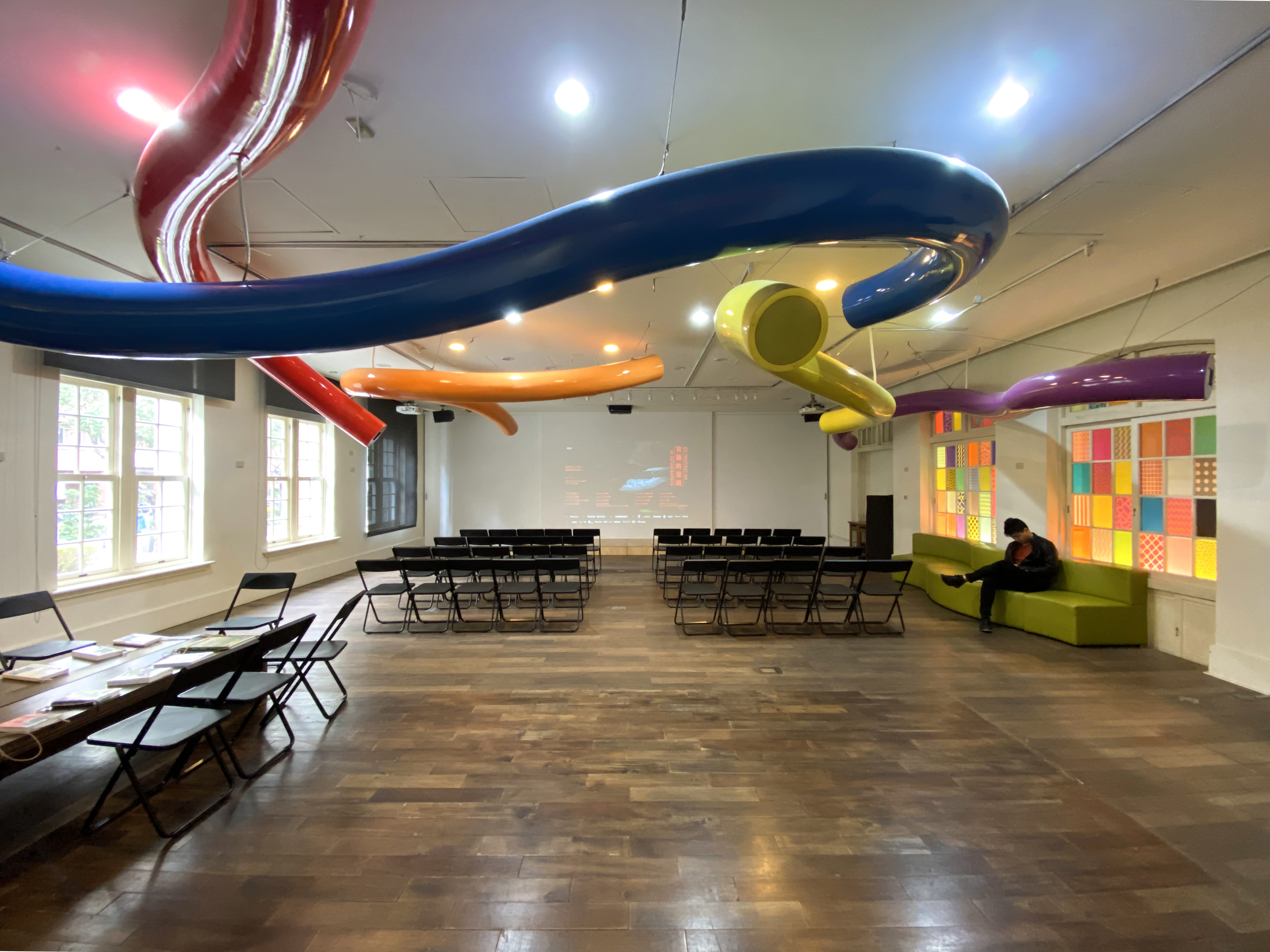
1樓活動大廳

台北當代藝術館的建物為臺北市政府舊廈，前身為日治時代的建成尋常小學校。1945年進入中華民國時代後，原建成小學校舍成為臺北市政府的辦公廳舍，直至1994年臺北市政府遷入信義區的新市政中心為止。近五十年的時間，這棟建築扮演了推動臺北市政建設的神經中樞角色。1996年，臺北市政府舊廈基於古蹟再利用政策，將原建物之南面主樓廳舍修復整建為台北當代藝術館使用，另兩翼部分建築則劃歸為建成國中校舍之用；同年，建築物由臺北市政府民政局評定為「市定三級古蹟」。2000年，由臺北市政府文化局局長龍應台正式更名為「台北當代藝術館」。2001年初，由宏碁董事長施振榮捐助作為當代館的開館經費，在策展人賴瑛瑛的策劃下，「輕且重的震撼」璀璨開幕，是為當代藝術館的開館展。
2001年8月文化局委託「財團法人當代藝術基金會」以公辦民營方式經營當代藝術館，由漢寶德暫任館長、賴瑛瑛任副館長。文化局與基金會簽下五年合約，由基金會出資51%、文化局出資49%的方式合作經營。在國內藝術界殷殷關注之下，市定古蹟的台北舊市府，活化轉用成為國內唯一的「當代藝術館」，並於2001年5月26日正式開幕，是臺灣第一座公辦民營以推廣當代藝術為宗旨的美術館。
台北當代藝術館與「建成國中」新校的結合，不僅創造了全世界罕見美術館與學校使用共同建物的先例，也被視為是台北市孔廟到保安宮這一條歷史文化軸線的延展，而當代藝術館也象徵了帶動大同區再發展的一個新契機。自2001年開館後，前七年由市政府委託民間企業家組成的「當代藝術基金會」統籌營運，基金會董事和歷任館長、館員們同心合力，陸續辦理了許多精采絕倫的當代藝術展覽，除了致力推動台灣與國際藝壇的對話，也用心開拓民眾的美感品味和文化視野。
2008年1月1日起，為期七年的公辦民營合約結束，台北當代藝術館轉由台北市文化基金會接手營運。新的經營團隊除了延續之前的營運理念和方向，也進一步匯聚海內外的關注，結合官方有限資源與民間贊助力量，媒合多元文化和跨界創意。身為臺北市文化新標的，當代藝術館自許推動多元風貌的藝術創作與展覽、著眼於激發民眾的新觀點和新思維，提供當代城市發展源源不絕的創意與活力。

## 歷任館長
| 任別 | 姓名                              | 就任時間   | 卸任時間   | 備註（前職）              |
| ---- | --------------------------------- | ---------- | ---------- | ------------------------- |
| 1    | 里昂‧巴洛希恩 （Leon Paroissien） | 2001年     | 2002年     | 雪梨當代美術館/創辦人     |
| 2    | 謝素貞                            | 2003年     | 2005年     | 高雄山美術館/副館長       |
| 3    | 賴香伶                            | 2006年     | 2007年     | 帝門藝術教育基金會/董事   |
| 4    | 石瑞仁                            | 2008年     | 2016年7月  | 關渡美術館/館長           |
| 5    | 潘小雪                            | 2016年8月  | 2019年10月 | 國立東華大學藝術學院/院長 |
| 6    | 駱麗真                            | 2019年11月 |            | 台北數位藝術中心/執行長   |

## 歷年展覽
| 展期                        | 展期                        | 展名                                                          | 策展人                                | 相關活動                          |
| 年份                        | 日期                        | 展名                                                          | 策展人                                | 相關活動                          |
| --------------------------- | --------------------------- | ------------------------------------------------------------- | ------------------------------------- | --------------------------------- |
| 2021                        | 05 / 15 Sat.~ 08 / 22 Sun.  | 歷史．當代                                                    | 陳貺怡 Chen, Kuang-Yi                 | VR線上展場 （页面存档备份，存于） |
| 2021                        | 05 / 14 Fri.~ 08 / 22 Sun.  | On The Other Hand                                             | 沈菲比 Chun-Yi Phebea SHEN            |                                   |
| 2021                        | 05 / 04 Tue. ~ 07 / 18 Sun. | 憑證入場                                                      | 蔡胤勤                                |                                   |
| 2021                        | 02 / 27 Sat. ~ 04 / 18 Sun. | 「戰後野人手札–陳依純個展」與 「漫遊者的生存戰略–羅禾淋個展」 |                                       |                                   |
| 2021                        | 02 / 06 Sat. ~ 03 / 31 Sun. | 楊俊 藝術家，合作者，他們的展覽與三個場域                     |                                       |                                   |
| 2020                        | 12 / 12 Sat. ~ 02 / 21 Sun. | 孤島孵夢                                                      | 陳豪毅 Akac Orat                      |                                   |
| 2020                        | 11 / 14 Sat. ~ 01 / 24 Sun. | 「聲經絡」                                                    | 羅悅全 、達鴦・雅洛拉、袁志偉、區秀詒 |                                   |
| 2020                        | 11 / 14 Sat. ~ 01 / 24 Sun. | 液態之愛                                                      | 鄭慧華、黃郁捷                        |                                   |
| 2020                        | 10 / 17 Sat. ~ 12 / 06 Sun. | 着眠間舛息-林海象的夢徑映像                                   | 陳昌仁                                |                                   |
| 2020                        | 10 / 10 Sat. ~ 12 / 06 Sun. | 生根？移動的邊界-潘台明個展                                   | 周佩穎                                |                                   |
| 2020                        | 09/ 19 Sat. ~ 11 / 08 Sun.  | 記憶的疆界                                                    | 林正尉                                |                                   |
| 2020                        | 08 / 22 Sat. ~ 11 / 01 Sun. | 無處不在的幽靈—陶亞倫個展                                     |                                       | 「幽靈關鍵字」系列講座            |
| 2020                        | 08 / 08 Sat. ~ 10 / 04 Sun. | 花燁                                                          |                                       |                                   |
| 2020                        | 08 / 08 Sat. ~ 10 / 04 Sun. | 李毓琪：裸根—一切都是懸而未決的                               | 周慶輝                                |                                   |
| 2020                        | 06 / 13 Sat. ~ 08 / 02 Sun. | 將日常碎片譜成詩                                              | 蔡家榛                                |                                   |
| 2020                        | 05 / 23 Sat. ~ 08 / 09 Sun. | 穿孔城市                                                      | 黃海鳴、黃香凝                        | 穿孔城市百景計畫                  |
| 2020                        | 04 / 18 Sat. ~ 06 / 07 Sun. | 表現の不自由展                                                | 新井博之、岡本有佳                    |                                   |
| 2020                        | 03 / 07 Sat. ~ 04 / 12 Sun. | 異鄉人－黃奕翔個展                                            |                                       |                                   |
| 02 / 22 Sat. ~ 05 / 10 Sun. | 合力組裝米克斯              | 陳愷璜                                                        |                                       |                                   |
| 02 / 08 Sat. ~ 04 / 12 Sun. | 藝術的向度─陳贊雲攝影展     | 王焜生                                                        |                                       |                                   |
| 2019                        | 12 / 11 Wed. ~ 02 / 02 Sun. | 台灣聖山─汪正翔個展                                           |                                       |                                   |
| 2019                        | 12 / 07 Sat. ~ 02 / 02 Sun. | 縮影—大野由美子個展                                           | 大野由美子                            |                                   |
| 2019                        | 11 / 23 Sat. ~ 02 / 09 Sun. | 災難的靈視                                                    | 黃建宏 潘小雪                         |                                   |
| 2019                        | 10 / 25 Fri. ~ 11 / 10 Sun. | 再轉存 ─ 2019第十四屆臺北數位藝術節                           | 駱麗真 陳湘汶                         |                                   |
| 2019                        | 10 / 05 Sat. ~ 12 / 01 Sun. | 成為提問─侯玉書個展                                           | 楊智富                                |                                   |
| 2019                        | 10 / 05 Sat. ~ 12 / 01 Sun. | 瘟疫的慢性處方                                                | 劉仁凱                                | 閉幕演出：林季鋼《等死（旦夕）》  |

## 產學合作
2015年4月，台灣三星電子與台北當代藝術館透過三星Gear 360全景相機和手機同步直播導覽方式，讓遠端的國小智慧教室的學童們，同步參訪主題策劃展，跨越近800公里的時空限制，即時互動並實現身歷其境般的感官體驗。。

## 街區藝術計畫
2008年台北當代藝術館於捷運中山站地下街策劃「地下實驗‧創意秀場」一展，2011年中策劃「南西當紅‧中山印象」系列展覽，為台灣當代美術館介入公共空間之展覽先驅。並自2012年起延續策劃街區藝術計畫「街大歡囍」藝術節活動，每年邀請多位藝術家於捷運中山站與雙連站周邊進行現地或具有互動性作品的創作。
常以館校合作、工作坊、現地製作...等形式，由館外策展人及台北當代藝術館展覽組策劃展出。

## 爭議
2020年，新任館長駱麗真以行政交接不清為由，取消原訂於2021年初舉辦的楊俊個展，該舉動引藝術家不滿，在經過協調後，雙方接受以縮短展期作為替代方案，但同時館長駱麗真歸咎相關人員「未經授權私自接洽藝術家展覽」，將之解聘與降級處置，並且在社群平台以影射的方式對藝術家楊俊進行人身攻擊，之後楊俊指控駱麗真為「不適任的館長」。

## 外部連結
- 官方网站
  - 台北當代藝術館的Facebook專頁
  - 台北當代藝術館的Instagram帳戶
  - YouTube上的台北當代藝術館頻道